# فريدريك هيغمان
فريدريك هيغمان (بالنرويجية البوكمول: Fredrik Hagemann)‏ هو جيولوجي نرويجي، ولد في 4 مارس 1929، وتوفي في 12 يونيو 2019.